# Benedikt Anton Aufschnaiter
Benedikt Anton Aufschnaiter, döpt 21 februari 1665 i Kitzbühel, begravd 24 januari 1742 i Passau. Han var en österrikisk barockkompositör.
Aufschnaiter fick mycket av sin musikaliska utbildning i Wien, där han bodde i flera år. Senare fick han en tjänst i orkestern vid kejsarens hov. Den 16 januari 1705 utnämndes han till kapellmästare vid Passaus hov av biskopen och kardinalen Johann Philipp von Lamberg som efterträdare till Georg Muffat. Aufschnaiter dog där i januari 1742.
Han var gift två gånger och från det andra äktenskapet hade han en son.
De flesta av Aufschnaiters 300 överlevande verk är sakrala. I sin bok Regulæ Fundamentales Musurgiæ, nämnde han Giacomo Carissimi, Orlande de Lassus, Johann Kaspar Kerll och Adam Gumpelzhaimer som hans idoler.

## Lista över utvalda verk

### Teoretiska verk
- Regulæ Fundamentales Musurgiæ (Grundläggande regler för att komponera bra musik)

### Kompositioner
- Concors discordia op. 2 (Nürnberg 1695) - sex serenader för orkester
- Dulcis Fidium Harmoniæ op. 4 (Augsburg 1703) - åtta stråksonater
- Memnon sacer ab oriente op. 5 (Augsburg 1709) - Vesper psalmer
- Alaudæ V op. 6 (1711) - fem mässor
- Aquila clangens op. 7 (Passau 1719) - tolv offertorier
- Cymbalum Davidis op. 8 (Passau 1728) - fyra vesper psalmer
- Miserere pro tempore quadragesimae op. 9 (opublicerad, 1724)
- Konsert o parthia della cortesia
- Kommt, beschaut die Weisoheit - Pastorella- trio sonat
- Litaniae Lauretanae
- Requiem i c-dur (1738)
- Serenada della tempo i C-dur
- Sonata gloriosa